# Šmu'el Tankus
Šmu'el „Šmulik“ Tankus (hebrejsky: שמואל טנקוס, narozen 14. listopadu 1914 – 4. března 2012) byl izraelský admirál, který v letech 1954 až 1960 zastával pozici velitele Izraelského vojenského námořnictva. Stal se autorem prvního navigačního manuálu psaného v hebrejštině.

## Biografie
Narodil se ve čtvrti Neve Šalom v Jaffě. Je potomkem klanu kavkazských Židů, kteří se do země izraelské přesídlili po vidění klanového stařešiny. Studoval na Hebrejském gymnáziu Herzlija v Tel Avivu. Jako mladík pomáhal židovským imigrantům při vyloďování. V pozdější době se podílel na výstavbě telavivského přístavu.
Vstoupil do Palmach a sloužil v jejím námořním oddílu Paljam, kde působil jako instruktor. V roce 1942 se oženil s Jafou Grobshteinovou, se kterou měli dceru Rut, jenž se přihlásila ke službě u námořnictva. Tankus žil od roku 1952 v Haifě. O dva roky později se stal velitelem námořnictva a v této vrcholné funkci působil šest let. V roce 2001 mu byla udělena cena Friend or Beloved of the municipality.